# 劉宇
劉 宇（りゅう う、? - 紀元前20年）は、前漢の宣帝の息子。東平王に封じられた。

## 略歴
母は公孫婕妤。甘露2年（紀元前52年）に東平王に立てられ、兄である元帝が即位すると領国へ赴任した。成長すると良からぬ者と連絡を取り、法を犯すようになった。元帝は兄弟であることから許して罪を問わなかったが、東平王の相や傅が罪に問われた。
劉宇は母とも仲たがいをし、母は国を離れて宣帝陵の仕事に就きたいと願い出た。元帝はそこで使者を遣わし、劉宇に訓諭した。劉宇は怖れて改心すると誓った。
その後、元帝が崩御すると劉宇は「漢の大臣たちは、新しい天子（成帝）は若く天下を治められないので、私に天子を補佐させようと考えているという。しかし私が見たところ、尚書は日夜大変苦労しており、もし私がやることになってもできないだろう。今は暑い盛りで天子はまだ若い。私がその地位を得てしまうのではないだろうか」と帝位を窺う発言をし、3度慟哭の礼を取っただけで喪に服せず、通常の生活をした。しかし寵姫の一人と疎遠になり、彼女を退けてむち打ったところ、その寵姫は劉宇の過失を家の者に密告させた。それを知った劉宇はその寵姫を殺したが、役人は彼を逮捕するよう上奏した。詔により領地を2県削られるだけで済み、3年後に出された詔でその削られた県が復帰した。
その後、長安に入朝した際に劉宇は、諸子百家の書や『史記』が欲しいと上奏した。成帝が大将軍王鳳に尋ねたところ、王鳳は「諸子百家の書は聖人の言葉ではなく、『史記』には戦国の縦横家や漢が興った時の権謀、地形や災異などが記されており、諸侯王が持つべきでありません」と答えたので、成帝はそれに従い、『史記』などは与えられなかった。
劉宇は鴻嘉元年（紀元前20年）に死去し、思王と諡された。子の煬王劉雲が跡を継いだ。劉雲は哀帝の時に、哀帝を呪詛していたとの嫌疑をかけられて自殺し、一旦は国を取り潰された。だが、哀帝が崩御して王莽の政権となると、劉雲の太子だった劉開明が東平王に立てられた。劉開明も早くに死ぬと、その兄である厳郷侯劉信の子である劉匡が東平王に立てられたが、厳郷侯は翟義と共に反乱を起こして敗れたので、東平王も王莽に滅ぼされた。